# Francisco de Hoces

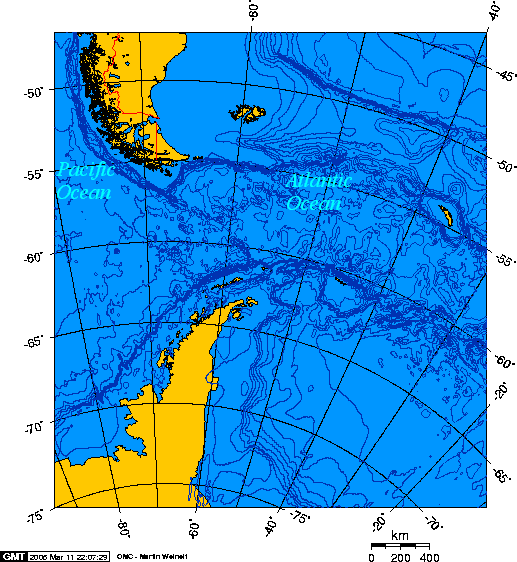
Drake Passage - Lambert Azimuthal projection.

Francisco de Hoces (? - 1526 ?) était un navigateur et explorateur espagnol qui en 1525 rejoignit l'expédition Loaísa pour les Moluques en tant que commandant du vaisseau San Lesmes.